# Giải vô địch bóng đá U-20 thế giới 2015
Giải vô địch bóng đá U-20 thế giới 2015 là lần thứ 20 FIFA tổ chức giải vô địch bóng đá U-20 thế giới, giải vô địch bóng đá trẻ quốc tế diễn ra hai năm một lần dành cho các đội tuyển bóng đá U-20 quốc gia của các liên đoàn thành viên thuộc FIFA, kể từ lần đầu vào năm 1977 với tên gọi Giải vô địch bóng đá trẻ thế giới. Đây là lần đầu tiên giải đấu được diễn ra ở New Zealand. Tổng cộng có 52 trận thi đấu diễn ra từ ngày 30 tháng 5 đến ngày 20 tháng 6 năm 2015 tại 7 thành phố của nước chủ nhà.
Pháp, nhà vô địch của năm 2013 đã không thể bảo vệ danh hiệu của mình do không lọt vào vòng chung kết của giải đấu vòng loại khu vực châu Âu. Họ cũng trở thành đương kim vô địch thứ 4 liên tiếp không vượt qua vòng loại ở giải đấu tiếp theo.
Serbia đã vô địch giải đấu sau khi chiến thắng 2-1 trước Brasil trong trận chung kết. Đây cũng là lần đầu tiên bóng đá Serbia vô địch một giải đấu do FIFA tổ chức kể từ khi họ độc lập khỏi Nam Tư và giải thể Serbia và Montenegro. Nam Tư trước đây đã giành giải vô địch trẻ thế giới FIFA 1987.

## Lựa chọn chủ nhà
Bốn liên đoàn thành viên của FIFA đã chính thức nộp hồ sơ đăng cai Giải vô địch bóng đá U-20 thế giới 2015 trước thời hạn chót là ngày 11 tháng 2 năm 2011. Vào ngày 3 tháng 3 năm 2011, FIFA thông báo rằng giải đấu sẽ được tổ chức lần đầu tiên tại New Zealand. Đây là giải đấu thứ ba của FIFA được tổ chức tại quốc gia này, sau Giải vô địch bóng đá U-17 thế giới 1999 và Giải vô địch bóng đá nữ U-17 thế giới 2008.
Các liên đoàn thành viên đấu thầu
- New Zealand
- Peru
- Tunisia
- Wales

## Địa điểm
Auckland, Christchurch, Dunedin, Hamilton, New Plymouth, Wellington và Whangarei là bảy thành phố được lựa chọn để tổ chức giải đấu.
Trước khi thông báo về sân vận động được đưa ra, Hội đồng thành phố Dunedin đã đề xuất vào tháng 1 năm 2013, rằng họ sẽ không đấu thầu để tổ chức các trận đấu tại Sân vận động Forsyth Barr (còn được gọi là Sân vận động Otago) trừ khi chi phí (ước tính khoảng 1 triệu đô la) có thể được hạ xuống. Sân vận động đã tổ chức bảy trận đấu ở đó, trận cuối cùng là trận trong vòng 16 đội.
| Wellington                                     | Auckland                                           | New Plymouth                                       |
| ---------------------------------------------- | -------------------------------------------------- | -------------------------------------------------- |
| Sân vận động Khu vực Wellington                | Sân vận động North Harbour                         | Sân vận động Taranaki                              |
| 41°16′23″N 174°47′9″Đ / 41,27306°N 174,78583°Đ | 36°43′37″N 174°42′6″Đ / 36,72694°N 174,70167°Đ     | 39°4′13″N 174°3′54″Đ / 39,07028°N 174,065°Đ        |
| Sức chứa: 35.187                               | Sức chứa: 25.317                                   | Sức chứa: 25.000                                   |
|                                                |                                                    |                                                    |
| Dunedin                                        | Giải vô địch bóng đá U-20 thế giới 2015 (Thế giới) | Giải vô địch bóng đá U-20 thế giới 2015 (Thế giới) |
| Sân vận động Otago                             | Giải vô địch bóng đá U-20 thế giới 2015 (Thế giới) | Giải vô địch bóng đá U-20 thế giới 2015 (Thế giới) |
| 45°52′9″N 170°31′28″Đ / 45,86917°N 170,52444°Đ | Giải vô địch bóng đá U-20 thế giới 2015 (Thế giới) | Giải vô địch bóng đá U-20 thế giới 2015 (Thế giới) |
| Sức chứa: 23.095                               | Giải vô địch bóng đá U-20 thế giới 2015 (Thế giới) | Giải vô địch bóng đá U-20 thế giới 2015 (Thế giới) |
|                                                | Giải vô địch bóng đá U-20 thế giới 2015 (Thế giới) | Giải vô địch bóng đá U-20 thế giới 2015 (Thế giới) |
| Hamilton                                       | Christchurch                                       | Whangarei                                          |
| Sân vận động Waikato                           | Sân vận động Christchurch                          | Trung tâm tổ chức sự kiện Northland                |
| 37°46′52″N 175°16′6″Đ / 37,78111°N 175,26833°Đ | 43°32′37,32″N 172°36′14,76″Đ / 43,53333°N 172,6°Đ  | 35°44′3″N 174°19′46″Đ / 35,73417°N 174,32944°Đ     |
| Sức chứa: 19.237                               | Sức chứa: 17.308                                   | Sức chứa: 8.016                                    |
|                                                |                                                    |                                                    |

## Các đội tuyển vượt qua vòng loại
Tổng cộng có 24 đội bóng vượt qua vòng loại. Ngoài chủ nhà New Zealand, 23 đội bóng khác phải vượt qua các giải đấu vòng loại riêng biệt của mỗi châu lục.
| Liên đoàn                              | Giải đấu loại                                 | Các đội tuyển vượt qua vòng loại                    |
| -------------------------------------- | --------------------------------------------- | --------------------------------------------------- |
| AFC (châu Á)                           | Giải vô địch bóng đá U-19 châu Á 2014         | Myanmar1 · CHDCND Triều Tiên · Qatar · Uzbekistan   |
| CAF (châu Phi)                         | Giải vô địch bóng đá U-20 châu Phi 2015       | Ghana · Mali · Nigeria · Sénégal1                   |
| CONCACAF (Bắc, Trung Mỹ & vùng Caribe) | Giải vô địch bóng đá U-20 CONCACAF 2015       | Honduras · México · Panama · Hoa Kỳ                 |
| CONMEBOL (Nam Mỹ)                      | Giải vô địch bóng đá trẻ Nam Mỹ 2015          | Argentina · Brasil · Colombia · Uruguay             |
| OFC (châu Đại Dương)                   | Chủ nhà                                       | New Zealand                                         |
| OFC (châu Đại Dương)                   | Giải vô địch bóng đá U-20 châu Đại Dương 2014 | Fiji1                                               |
| UEFA (Châu Âu)                         | Giải vô địch bóng đá U-19 châu Âu 2014        | Áo · Đức · Hungary · Bồ Đào Nha · Serbia2 · Ukraina |

1. ^  Các đội tuyển lần đầu tiên tham dự.
2. ^ Serbia xuất hiện lần đầu tiên tại U-20 World Cup với tư cách là một quốc gia độc lập. Họ được chọn là hậu duệ của Nam Tư hiện không còn tồn tại đã từng tham dự vào năm 1979 và 1987.

## Trọng tài
Tổng cộng có 21 trọng tài, 6 trợ lý trọng tài và 42 trọng tài hỗ trợ được chọn để điều hành các trận đấu của giải.
| Liên đoàn | Trọng tài           | Trợ lý trọng tài                      | Trọng tài hỗ trợ        |
| --------- | ------------------- | ------------------------------------- | ----------------------- |
| AFC       | Ryuji Sato          | Akane Yagi Hiroshi Yamauchi           | Muhammad Taqi Aljaafari |
| AFC       | Fahad Al-Mirdasi    | Abu Bakar Al-Amri Abdullah Al-Shalawi | Muhammad Taqi Aljaafari |
| AFC       | Kim Jong-hyeok      | Yoon Kwang-yeol Yang Byoung-eun       | Muhammad Taqi Aljaafari |
| CAF       | Gehad Grisha        | Berhe Tesfagiorghis Waleed Ahmed      | Joseph Lamptey          |
| CAF       | Eric Otogo-Castane  | Elvis Noupue Yahaya Mahamadou         | Joseph Lamptey          |
| CAF       | Bernard Camille     | Marius Tan Zakhele Siwela             | Joseph Lamptey          |
| CONCACAF  | Henry Bejarano      | Carlos Fernández Octavio Jara         | Armando Castro          |
| CONCACAF  | César Arturo Ramos  | Alberto Morín Miguel Hernández        | Armando Castro          |
| CONCACAF  | John Pitti          | Gabriel Victoria Juan Baynes          | Armando Castro          |
| CONMEBOL  | Mauro Vigliano      | Ezequiel Brailovsky Iván Núñez        | Jesús Valenzuela        |
| CONMEBOL  | Ricardo Marques     | Bruno Boschilia Kléber Gil            | Jesús Valenzuela        |
| CONMEBOL  | Roddy Zambrano      | Juan Macias Luis Vera                 | Jesús Valenzuela        |
| CONMEBOL  | Daniel Fedorczuk    | Nicolás Taran Richard Trinidad        | Jesús Valenzuela        |
| OFC       | Matt Conger         | Simon Lount Tevita Makasini           | Nick Waldron            |
| UEFA      | Ivan Bebek          | Miro Grgić Tomislav Petrović          | Liran Liany             |
| UEFA      | Felix Zwayer        | Marco Achmüller Thorsten Schiffner    | Liran Liany             |
| UEFA      | István Vad          | István Albert Vencel Tóth             | Liran Liany             |
| UEFA      | Daniele Orsato      | Lorenzo Manganelli Mauro Tonolini     | Liran Liany             |
| UEFA      | Artur Soares Dias   | Álvaro Carvalho Rui Barbosa           | Liran Liany             |
| UEFA      | Ovidiu Hațegan      | Octavian Șovre Sebastian Gheorghe     | Liran Liany             |
| UEFA      | Antonio Mateu Lahoz | Pau Cebrián Devis Roberto Díaz Pérez  | Liran Liany             |

## Danh sách cầu thủ tham dự
Danh sách các cầu thủ của 24 đội tuyển tham dự giải được FIFA công bố chính thức vào ngày 21 tháng 5 năm 2015. Mỗi đội tuyển phải nộp danh sách đội hình cuối cùng gồm 21 cầu thủ (ba cầu thủ trong số họ phải là thủ môn) trước hạn chót của FIFA. Tất cả cầu thủ phải được sinh ra vào hoặc sau ngày 1 tháng 1 năm 1995. Nếu một cầu thủ có tên trong danh sách tham dự chính thức bị chấn thương nghiêm trọng cho đến 24 giờ trước khi bắt đầu trận đấu đầu tiên của đội, anh ta có thể được thay thế bởi một cầu thủ từ danh sách sơ bộ với sự chấp thuận của FIFA.
Vào tháng 7 năm 2015, có thông tin cho rằng đội hình New Zealand đã bao gồm một cầu thủ không hợp lệ, cầu thủ gốc Nam Phi Deklan Wynne chưa hoàn thành thời gian cư trú cần thiết ở New Zealand.

## Vòng bảng

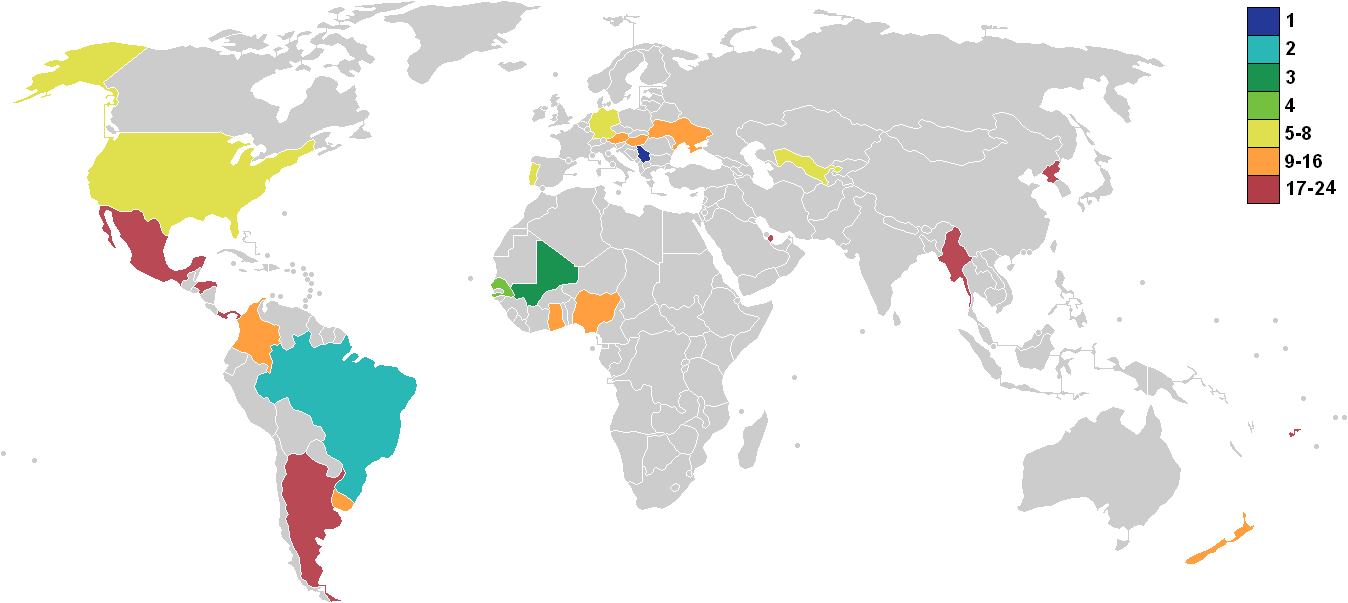
Stages reached by each team

Đội dẫn đầu và thứ 2 của mỗi bảng và bốn đội xếp thứ 3 có thành tích tốt nhất sẽ được giành quyền tham dự vòng 16 đội. Thứ tự các đội của mỗi bảng được xác định theo các tiêu chí: 
1. Số điểm giành được
2. Hiệu số bàn thắng-thua
3. Số bàn thắng ghi được

Nếu có 2 đội hoặc hơn bằng nhau dựa trên 3 tiêu chí trên thì thứ tự xếp hạng các đội này được xác định theo các tiêu chí:
1. Số điểm giành được trong các trận đối đầu
2. Hiệu số bàn thắng-thua trong các trận đối đầu
3. Số bàn thắng ghi được trong các trận đối đầu
4. Bốc thăm

Các trận đấu diễn ra theo giờ địa phương (UTC+12).

### Bảng A
| VT | Đội             | ST | T | H | B | BT | BB | HS  | Đ | Giành quyền tham dự     |
| -- | --------------- | -- | - | - | - | -- | -- | --- | - | ----------------------- |
| 1  | Ukraina         | 3  | 2 | 1 | 0 | 9  | 0  | +9  | 7 | Vòng đấu loại trực tiếp |
| 2  | Hoa Kỳ          | 3  | 2 | 0 | 1 | 6  | 4  | +2  | 6 | Vòng đấu loại trực tiếp |
| 3  | New Zealand (H) | 3  | 1 | 1 | 1 | 5  | 5  | 0   | 4 | Vòng đấu loại trực tiếp |
| 4  | Myanmar         | 3  | 0 | 0 | 3 | 2  | 13 | −11 | 0 |                         |

| New Zealand | 0–0      | Ukraina |
| ----------- | -------- | ------- |
|             | Chi tiết |         |

| Hoa Kỳ                 | 2–1      | Myanmar         |
| ---------------------- | -------- | --------------- |
| Tall 17' · Hyndman 56' | Chi tiết | Yan Naing Oo 9' |

| Myanmar | 0–6      | Ukraina                                                                        |
| ------- | -------- | ------------------------------------------------------------------------------ |
|         | Chi tiết | Yaremchuk 51' · Luchkevych 54' · Kovalenko 57', 77' · Sobol 68' · Besyedin 71' |

| New Zealand | 0–4      | Hoa Kỳ                                              |
| ----------- | -------- | --------------------------------------------------- |
|             | Chi tiết | Jamieson 6' · Hyndman 33' · Arriola 58' · Rubin 83' |

| Myanmar      | 1–5      | New Zealand                                                                |
| ------------ | -------- | -------------------------------------------------------------------------- |
| Aung Thu 28' | Chi tiết | Billingsley 40' · Patterson 47' · Stevens 78' · Brotherton 81' · Lewis 89' |

| Ukraina                 | 3–0      | Hoa Kỳ |
| ----------------------- | -------- | ------ |
| Kovalenko 56', 74', 79' | Chi tiết |        |

### Bảng B
| VT | Đội       | ST | T | H | B | BT | BB | HS | Đ | Giành quyền tham dự     |
| -- | --------- | -- | - | - | - | -- | -- | -- | - | ----------------------- |
| 1  | Ghana     | 3  | 2 | 1 | 0 | 5  | 3  | +2 | 7 | Vòng đấu loại trực tiếp |
| 2  | Áo        | 3  | 1 | 2 | 0 | 3  | 2  | +1 | 5 | Vòng đấu loại trực tiếp |
| 3  | Argentina | 3  | 0 | 2 | 1 | 4  | 5  | −1 | 2 |                         |
| 4  | Panama    | 3  | 0 | 1 | 2 | 3  | 5  | −2 | 1 |                         |

| Argentina       | 2–2      | Panama                      |
| --------------- | -------- | --------------------------- |
| Correa 14', 79' | Chi tiêt | Rodríguez 19' · Escobar 84' |

| Ghana                   | 1–1      | Áo            |
| ----------------------- | -------- | ------------- |
| Y. Yeboah 90+1' (ph.đ.) | Chi tiết | Gschweidl 50' |

| Áo                                   | 2–1      | Panama      |
| ------------------------------------ | -------- | ----------- |
| Hormechea 45+1' (l.n.) · Grubeck 51' | Chi tiết | Escobar 38' |

| Argentina                 | 2–3      | Ghana                                               |
| ------------------------- | -------- | --------------------------------------------------- |
| Simeone 80' · Buendía 90' | Chi tiết | B. Tetteh 44' · Aboagye 59' · Y. Yeboah 69' (ph.đ.) |

| Áo | 0–0      | Argentina |
| -- | -------- | --------- |
|    | Chi tiết |           |

| Panama | 0–1      | Ghana       |
| ------ | -------- | ----------- |
|        | Chi tiêt | Boateng 82' |

### Bảng C
| VT | Đội        | ST | T | H | B | BT | BB | HS | Đ | Giành quyền tham dự     |
| -- | ---------- | -- | - | - | - | -- | -- | -- | - | ----------------------- |
| 1  | Bồ Đào Nha | 3  | 3 | 0 | 0 | 10 | 1  | +9 | 9 | Vòng đấu loại trực tiếp |
| 2  | Colombia   | 3  | 1 | 1 | 1 | 3  | 4  | −1 | 4 | Vòng đấu loại trực tiếp |
| 3  | Sénégal    | 3  | 1 | 1 | 1 | 3  | 5  | −2 | 4 | Vòng đấu loại trực tiếp |
| 4  | Qatar      | 3  | 0 | 0 | 3 | 1  | 7  | −6 | 0 |                         |

| Qatar | 0–1      | Colombia      |
| ----- | -------- | ------------- |
|       | Chi tiết | Rodríguez 24' |

| Bồ Đào Nha                            | 3–0      | Sénégal |
| ------------------------------------- | -------- | ------- |
| Martins 1' · Silva 90' · Santos 90+2' | Chi tiết |         |

| Qatar | 0–4      | Bồ Đào Nha                                   |
| ----- | -------- | -------------------------------------------- |
|       | Chi tiết | Silva 34' · Rodrigues 42', 66' · Vigário 74' |

| Sénégal   | 1–1      | Colombia           |
| --------- | -------- | ------------------ |
| Thiam 23' | Chi tiết | Zapata 43' (ph.đ.) |

| Sénégal              | 2–1      | Qatar            |
| -------------------- | -------- | ---------------- |
| Sylla 76' · Koné 81' | Chi tiết | Afif 17' (ph.đ.) |

| Colombia  | 1–3      | Bồ Đào Nha                         |
| --------- | -------- | ---------------------------------- |
| Borré 74' | Chi tiết | Santos 3' · Silva 55' (ph.đ.), 67' |

### Bảng D
| VT | Đội     | ST | T | H | B | BT | BB | HS | Đ | Giành quyền tham dự     |
| -- | ------- | -- | - | - | - | -- | -- | -- | - | ----------------------- |
| 1  | Serbia  | 3  | 2 | 0 | 1 | 4  | 1  | +3 | 6 | Vòng đấu loại trực tiếp |
| 2  | Uruguay | 3  | 1 | 1 | 1 | 3  | 3  | 0  | 4 | Vòng đấu loại trực tiếp |
| 3  | Mali    | 3  | 1 | 1 | 1 | 3  | 3  | 0  | 4 | Vòng đấu loại trực tiếp |
| 4  | México  | 3  | 1 | 0 | 2 | 2  | 5  | −3 | 3 |                         |

1. 1 2  Vị trí chung cuộc của Mali và Uruguay được xác định bằng cách bốc thăm, tiến hành ở Auckland và được sự chứng kiến của 2 đội qua video trực tiếp. Theo đó, Uruguay xếp thứ 2 và Mali xếp thứ 3.[17], cả 2 đội đều giành quyền đi tiếp vào vòng 16 đội.

| México | 0–2      | Mali                       |
| ------ | -------- | -------------------------- |
|        | Chi tiết | A. Traoré 77' · Gbakle 79' |

| Uruguay     | 1–0      | Serbia |
| ----------- | -------- | ------ |
| Pereiro 56' | Chi tiết |        |

| México                       | 2–1      | Uruguay    |
| ---------------------------- | -------- | ---------- |
| Lozano 71' · Gutiérrez 90+3' | Chi tiết | Suárez 83' |

| Serbia                               | 2–0      | Mali |
| ------------------------------------ | -------- | ---- |
| S. Milinković-Savić 27' · Mandić 74' | Chi tiết |      |

| Serbia                       | 2–0      | México |
| ---------------------------- | -------- | ------ |
| Maksimović 2' · Živković 43' | Chi tiết |        |

| Mali          | 1–1      | Uruguay    |
| ------------- | -------- | ---------- |
| A. Traoré 44' | Chi tiết | Acosta 17' |

### Bảng E
| VT | Đội               | ST | T | H | B | BT | BB | HS  | Đ | Giành quyền tham dự     |
| -- | ----------------- | -- | - | - | - | -- | -- | --- | - | ----------------------- |
| 1  | Brasil            | 3  | 3 | 0 | 0 | 9  | 3  | +6  | 9 | Vòng đấu loại trực tiếp |
| 2  | Nigeria           | 3  | 2 | 0 | 1 | 8  | 4  | +4  | 6 | Vòng đấu loại trực tiếp |
| 3  | Hungary           | 3  | 1 | 0 | 2 | 6  | 5  | +1  | 3 | Vòng đấu loại trực tiếp |
| 4  | CHDCND Triều Tiên | 3  | 0 | 0 | 3 | 1  | 12 | −11 | 0 |                         |

| Nigeria                  | 2–4      | Brasil                                              |
| ------------------------ | -------- | --------------------------------------------------- |
| Success 10' · Yahaya 28' | Chi tiết | Gabriel Jesus 4' · Judivan 34', 82' · Boschilia 59' |

| CHDCND Triều Tiên | 1–5      | Hungary                                        |
| ----------------- | -------- | ---------------------------------------------- |
| Choe Ju-song 32'  | Chi tiết | Mervó 17', 49', 82' · Kalmár 33' · Forgács 60' |

| Nigeria                                     | 4–0      | CHDCND Triều Tiên |
| ------------------------------------------- | -------- | ----------------- |
| Saviour 48', 51' · Sokari 71' · Success 80' | Chi tiết |                   |

| Hungary  | 1–2      | Brasil                              |
| -------- | -------- | ----------------------------------- |
| Mervó 8' | Chi tiết | Danilo 50' · A. Pereira 86' (ph.đ.) |

| Hungary | 0–2      | Nigeria          |
| ------- | -------- | ---------------- |
|         | Chi tiết | Awoniyi 33', 54' |

| Brasil                                                     | 3–0     | CHDCND Triều Tiên |
| ---------------------------------------------------------- | ------- | ----------------- |
| Min Hyo-song 60' (l.n.) · Jean Carlos 66' · L. Pereira 86' | Chi tết |                   |

### Bảng F
| VT | Đội        | ST | T | H | B | BT | BB | HS  | Đ | Giành quyền tham dự     |
| -- | ---------- | -- | - | - | - | -- | -- | --- | - | ----------------------- |
| 1  | Đức        | 3  | 3 | 0 | 0 | 16 | 2  | +14 | 9 | Vòng đấu loại trực tiếp |
| 2  | Uzbekistan | 3  | 1 | 0 | 2 | 6  | 7  | −1  | 3 | Vòng đấu loại trực tiếp |
| 3  | Honduras   | 3  | 1 | 0 | 2 | 5  | 11 | −6  | 3 |                         |
| 4  | Fiji       | 3  | 1 | 0 | 2 | 4  | 11 | −7  | 3 |                         |

| Đức                                                                                                | 8–1      | Fiji        |
| -------------------------------------------------------------------------------------------------- | -------- | ----------- |
| Stark 18', 27' · Stendera 20' (ph.đ.) · Prömel 23' · Mukhtar 34', 40', 89' (ph.đ.) · Stefaniak 68' | Chi tiết | Verevou 48' |

| Uzbekistan                                      | 3–4      | Honduras                                       |
| ----------------------------------------------- | -------- | ---------------------------------------------- |
| Khamdamov 31' · Shomurodov 79' · Urinboev 90+6' | Chi tiết | Benavídez 4' · Róchez 20', 90+2' · Álvarez 49' |

| Honduras | 0–3      | Fiji                                        |
| -------- | -------- | ------------------------------------------- |
|          | Chi tiết | Verevou 14' · Waqa 19' · Álvarez 45' (l.n.) |

| Đức                              | 3–0      | Uzbekistan |
| -------------------------------- | -------- | ---------- |
| Stendera 33', 85' · Akpoguma 59' | Chi tiết |            |

| Honduras           | 1–5      | Đức                                                                     |
| ------------------ | -------- | ----------------------------------------------------------------------- |
| Schwäbe 19' (l.n.) | Chi tiết | Stendera 2' (ph.đ.) · Brandt 30' · Mukhtar 50' · Prömel 62' · Stark 81' |

| Fiji | 0–3      | Uzbekistan                                    |
| ---- | -------- | --------------------------------------------- |
|      | Chi tiết | Shomurodov 62' · Urinboev 63' · Kosimov 90+3' |

### Bảng xếp hạng các đội xếp thứ 3
Bốn đội xếp thứ ba tốt nhất cũng giành quyền tiến vào vòng 16 đội. Các đội này sẽ gặp các đội đứng đầu các bảng A, B, C và D.
| VT | Bg | Đội             | ST | T | H | B | BT | BB | HS | Đ | Giành quyền tham dự     |
| -- | -- | --------------- | -- | - | - | - | -- | -- | -- | - | ----------------------- |
| 1  | A  | New Zealand (H) | 3  | 1 | 1 | 1 | 5  | 5  | 0  | 4 | Vòng đấu loại trực tiếp |
| 2  | D  | Mali            | 3  | 1 | 1 | 1 | 3  | 3  | 0  | 4 | Vòng đấu loại trực tiếp |
| 3  | C  | Sénégal         | 3  | 1 | 1 | 1 | 3  | 5  | −2 | 4 | Vòng đấu loại trực tiếp |
| 4  | E  | Hungary         | 3  | 1 | 0 | 2 | 6  | 5  | +1 | 3 | Vòng đấu loại trực tiếp |
| 5  | F  | Honduras        | 3  | 1 | 0 | 2 | 5  | 11 | −6 | 3 |                         |
| 6  | B  | Argentina       | 3  | 0 | 2 | 1 | 4  | 5  | −1 | 2 |                         |

## Vòng đấu loại trực tiếp
Trong vòng đấu loại trực tiếp, nếu một trận đấu kết thúc với tỉ số hòa ở thời gian thi đấu chính thức, hiệp phụ sẽ được sử dụng (hai hiệp 15 phút) và nếu cần thiết, hai đội sẽ bước vào loạt đá luân lưu để xác định đội thắng. Tuy nhiên, đối với trận đấu tranh hạng ba, hai đội sẽ không thi đấu hiệp phụ mà sẽ giải quyết bằng sút luân lưu.
|  | Round of 16               | Round of 16               |                           |       | Tứ kết        | Tứ kết        |                       |                       | Bán kết | Bán kết |  |  | Chung kết | Chung kết |
|  |                           |                           |                           |       |               |               |                       |                       |         |         |  |  |           |           |
|  | 11 tháng 6 — New Plymouth |                           |                           |       |               |               |                       |                       |         |         |  |  |           |           |
|  |                           |                           |                           |       |               |               |                       |                       |         |         |  |  |           |           |
|  | Brasil (pen.)             | 0 (5)                     |                           |       |               |               |                       |                       |         |         |  |  |           |           |
|  | Brasil (pen.)             | 0 (5)                     | 14 tháng 6 — Hamilton     |       |               |               |                       |                       |         |         |  |  |           |           |
|  | Uruguay                   | 0 (4)                     |                           |       |               |               |                       |                       |         |         |  |  |           |           |
|  | Uruguay                   | 0 (4)                     | Brasil (pen.)             | 0 (3) |               |               |                       |                       |         |         |  |  |           |           |
|  | 11 tháng 6 — Hamilton     |                           | Brasil (pen.)             | 0 (3) |               |               |                       |                       |         |         |  |  |           |           |
|  |                           | Bồ Đào Nha                | 0 (1)                     |       |               |               |                       |                       |         |         |  |  |           |           |
|  | Bồ Đào Nha                | Bồ Đào Nha                | 0 (1)                     | 2     |               |               |                       |                       |         |         |  |  |           |           |
|  | Bồ Đào Nha                |                           | 17 tháng 6 — Christchurch | 2     |               |               |                       |                       |         |         |  |  |           |           |
|  | New Zealand               | 1                         |                           |       |               |               |                       |                       |         |         |  |  |           |           |
|  | New Zealand               | 1                         | Brasil                    | 5     |               |               |                       |                       |         |         |  |  |           |           |
|  | 11 tháng 6 — Whangarei    |                           | Brasil                    | 5     |               |               |                       |                       |         |         |  |  |           |           |
|  |                           | Sénégal                   | 0                         |       |               |               |                       |                       |         |         |  |  |           |           |
|  | Áo                        | Sénégal                   | 0                         | 0     |               |               |                       |                       |         |         |  |  |           |           |
|  | Áo                        | 14 tháng 6 — Wellington   |                           | 0     |               |               |                       |                       |         |         |  |  |           |           |
|  | Uzbekistan                | 2                         |                           |       |               |               |                       |                       |         |         |  |  |           |           |
|  | Uzbekistan                | 2                         | Uzbekistan                | 0     |               |               |                       |                       |         |         |  |  |           |           |
|  | 10 tháng 6 — Auckland     |                           | Uzbekistan                | 0     |               |               |                       |                       |         |         |  |  |           |           |
|  |                           | Sénégal                   | 1                         |       |               |               |                       |                       |         |         |  |  |           |           |
|  | Ukraina                   | Sénégal                   | 1                         | 1 (1) |               |               |                       |                       |         |         |  |  |           |           |
|  | Ukraina                   |                           | 20 tháng 6 — Auckland     | 1 (1) |               |               |                       |                       |         |         |  |  |           |           |
|  | Sénégal (pen.)            | 1 (3)                     |                           |       |               |               |                       |                       |         |         |  |  |           |           |
|  | Sénégal (pen.)            | 1 (3)                     | Brasil                    | 1     |               |               |                       |                       |         |         |  |  |           |           |
|  | 10 tháng 6 — Wellington   |                           | Brasil                    | 1     |               |               |                       |                       |         |         |  |  |           |           |
|  |                           | Serbia (s.h.p.)           | 2                         |       |               |               |                       |                       |         |         |  |  |           |           |
|  | Hoa Kỳ                    | Serbia (s.h.p.)           | 2                         | 1     |               |               |                       |                       |         |         |  |  |           |           |
|  | Hoa Kỳ                    | 14 tháng 6 — Auckland     |                           | 1     |               |               |                       |                       |         |         |  |  |           |           |
|  | Colombia                  | 0                         |                           |       |               |               |                       |                       |         |         |  |  |           |           |
|  | Colombia                  | 0                         | Hoa Kỳ                    | 0 (5) |               |               |                       |                       |         |         |  |  |           |           |
|  | 10 tháng 6 — Dunedin      |                           | Hoa Kỳ                    | 0 (5) |               |               |                       |                       |         |         |  |  |           |           |
|  |                           | Serbia (pen.)             | 0 (6)                     |       |               |               |                       |                       |         |         |  |  |           |           |
|  | Serbia (s.h.p.)           | Serbia (pen.)             | 0 (6)                     | 2     |               |               |                       |                       |         |         |  |  |           |           |
|  | Serbia (s.h.p.)           |                           | 17 tháng 6 — Auckland     | 2     |               |               |                       |                       |         |         |  |  |           |           |
|  | Hungary                   | 1                         |                           |       |               |               |                       |                       |         |         |  |  |           |           |
|  | Hungary                   | 1                         | Serbia (s.h.p.)           | 2     |               |               |                       |                       |         |         |  |  |           |           |
|  | 10 tháng 6 — Wellington   |                           | Serbia (s.h.p.)           | 2     |               |               |                       |                       |         |         |  |  |           |           |
|  |                           | Mali                      | 1                         |       | Tranh hạng ba | Tranh hạng ba |                       |                       |         |         |  |  |           |           |
|  | Ghana                     | Mali                      | 1                         | 0     | Tranh hạng ba | Tranh hạng ba |                       |                       |         |         |  |  |           |           |
|  | Ghana                     | 14 tháng 6 — Christchurch | 14 tháng 6 — Christchurch | 0     |               |               | 20 tháng 6 — Auckland | 20 tháng 6 — Auckland |         |         |  |  |           |           |
|  | Mali                      | 14 tháng 6 — Christchurch | 14 tháng 6 — Christchurch | 3     |               |               | 20 tháng 6 — Auckland | 20 tháng 6 — Auckland |         |         |  |  |           |           |
|  | Mali                      | Mali (pen.)               | 1 (4)                     | 3     | Sénégal       | 1             |                       |                       |         |         |  |  |           |           |
|  | 11 tháng 6 — Christchurch | Mali (pen.)               | 1 (4)                     |       | Sénégal       | 1             |                       |                       |         |         |  |  |           |           |
|  |                           | Đức                       | 1 (3)                     |       | Mali          | 3             |                       |                       |         |         |  |  |           |           |
|  | Đức                       | Đức                       | 1 (3)                     | 1     | Mali          | 3             |                       |                       |         |         |  |  |           |           |
|  | Đức                       |                           |                           | 1     |               |               |                       |                       |         |         |  |  |           |           |
|  | Nigeria                   | 0                         |                           |       |               |               |                       |                       |         |         |  |  |           |           |
|  | Nigeria                   | 0                         |                           |       |               |               |                       |                       |         |         |  |  |           |           |

Sự kết hợp của các trận đấu ở vòng 16 đội
Các đội xếp thứ ba tiến vào vòng 16 đội sẽ những đội đầu bảng A, B, C và D.
| Đội xếp thứ 3 vượt qua vòng bảng: | 1A gặp: | 1B gặp: | 1C gặp: | 1D gặp: |
| --------------------------------- | ------- | ------- | ------- | ------- |
| A B C D                           | 3C      | 3D      | 3A      | 3B      |
| A B C E                           | 3C      | 3A      | 3B      | 3E      |
| A B C F                           | 3C      | 3A      | 3B      | 3F      |
| A B D E                           | 3D      | 3A      | 3B      | 3E      |
| A B D F                           | 3D      | 3A      | 3B      | 3F      |
| A B E F                           | 3E      | 3A      | 3B      | 3F      |
| A C D E                           | 3C      | 3D      | 3A      | 3E      |
| A C D F                           | 3C      | 3D      | 3A      | 3F      |
| A C E F                           | 3C      | 3A      | 3F      | 3E      |
| A D E F                           | 3D      | 3A      | 3F      | 3E      |
| B C D E                           | 3C      | 3D      | 3B      | 3E      |
| B C D F                           | 3C      | 3D      | 3B      | 3F      |
| B C E F                           | 3E      | 3C      | 3B      | 3F      |
| B D E F                           | 3E      | 3D      | 3B      | 3F      |
| C D E F                           | 3C      | 3D      | 3F      | 3E      |

### Vòng 16 đội
| Ghana | 0–3      | Mali                                      |
| ----- | -------- | ----------------------------------------- |
|       | Chi tiết | Samassékou 20' · Gbakle 53' · Doumbia 81' |

| Serbia                               | 2–1 (s.h.p.) | Hungary   |
| ------------------------------------ | ------------ | --------- |
| Šaponjić 90+1' · Talabér 118' (l.n.) | Chi tiết     | Mervó 57' |

| Hoa Kỳ    | 1–0      | Colombia |
| --------- | -------- | -------- |
| Rubin 58' | Chi tiết |          |

| Ukraina                                  | 1–1 (s.h.p.) | Sénégal              |
| ---------------------------------------- | ------------ | -------------------- |
| Besyedin 70'                             | Chi tiết     | Sarr 83'             |
| Loạt sút luân lưu                        |              |                      |
| Chumak · Kharatin · Habelok · Luchkevych | 1–3          | Sarr · Sylla · Niang |

| Áo | 0–2      | Uzbekistan         |
| -- | -------- | ------------------ |
|    | Chi tiết | Khamdamov 47', 57' |

| Đức          | 1–0      | Nigeria |
| ------------ | -------- | ------- |
| Öztunalı 19' | Chi tiết |         |

| Bồ Đào Nha              | 2–1      | New Zealand   |
| ----------------------- | -------- | ------------- |
| Guzzo 24' · Martins 87' | Chi tiết | Holthusen 64' |

| Brasil                                             | 0–0 (s.h.p.) | Uruguay                                     |
| -------------------------------------------------- | ------------ | ------------------------------------------- |
|                                                    | Chi tiết     |                                             |
| Loạt sút luân lưu                                  |              |                                             |
| A. Pereira · Lucão · Danilo · Jajá · Gabriel Jesus | 5–4          | Arambarri · Amaral · Poyet · Acosta · Lemos |

### Tứ kết
| Brasil                                      | 0–0 (s.h.p.) | Bồ Đào Nha                               |
| ------------------------------------------- | ------------ | ---------------------------------------- |
|                                             | Chi tiết     |                                          |
| Loạt sút luân lưu                           |              |                                          |
| A. Pereira · Lucão · Danilo · Gabriel Jesus | 3–1          | Rony Lopes · Guzzo · Silva · Nuno Santos |

| Mali                                             | 1–1 (s.h.p.) | Đức                                              |
| ------------------------------------------------ | ------------ | ------------------------------------------------ |
| S. Coulibaly 58'                                 | Chi tiết     | Brandt 38'                                       |
| Loạt sút luân lưu                                |              |                                                  |
| Hamidou · Guindo · Koné · A. Traoré · Samassékou | 4–3          | Akpoguma · Öztunalı · Steinmann · Brandt · Stark |

| Hoa Kỳ                                                                                    | 0–0 (s.h.p.) | Serbia                                                                                     |
| ----------------------------------------------------------------------------------------- | ------------ | ------------------------------------------------------------------------------------------ |
|                                                                                           | Chi tiết     |                                                                                            |
| Loạt sút luân lưu                                                                         |              |                                                                                            |
| Rubin · Payne · Arriola · Hyndman · Zelalem · Soñora · Delgado · Carter-Vickers · Requejo | 5–6          | Zdjelar · Mandić · Babić · Grujić · Živković · Rajković · Antonov · Veljković · Maksimović |

| Uzbekistan | 0–1      | Sénégal   |
| ---------- | -------- | --------- |
|            | Chi tiết | Thiam 77' |

### Bán kết
| Brasil                                                                  | 5–0      | Sénégal |
| ----------------------------------------------------------------------- | -------- | ------- |
| Correa 5' (l.n.) · Marcos Guilherme 7', 78' · Boschilia 19' · Jorge 35' | Chi tiết |         |

| Serbia                      | 2–1 (s.h.p.) | Mali     |
| --------------------------- | ------------ | -------- |
| Živković 4' · Šaponjić 101' | Chi tiết     | Koné 39' |

### Tranh hạng ba
| Sénégal   | 1–3      | Mali                                  |
| --------- | -------- | ------------------------------------- |
| Wadji 64' | Chi tiết | A. Traoré 74', 83' · Samassékou 90+1' |

### Chung kết
| Brasil         | 1–2 (s.h.p.) | Serbia                       |
| -------------- | ------------ | ---------------------------- |
| A. Pereira 73' | Chi tiết     | Mandić 70' · Maksimović 118' |

## Vô địch
| Giải vô địch bóng đá U-20 thế giới 2015 |
| --------------------------------------- |
| · Serbia · Lần thứ 2                    |

## Giải thưởng
Các giải thưởng sau đây đã được trao khi kết thúc giải đấu. Tất cả đều được tài trợ bởi Adidas, ngoại trừ giải phong cách.
| Quả bóng vàng           | Quả bóng bạc            | Quả bóng đồng           |
| ----------------------- | ----------------------- | ----------------------- |
| Adama Traoré            | Danilo                  | Sergej Milinković-Savić |
| Chiếc giày vàng         | Chiếc giày bạc          | Chiếc giày đồng         |
| Viktor Kovalenko        | Bence Mervó             | Marc Stendera           |
| 5 bàn thắng, 2 kiến tạo | 5 bàn thắng, 0 kiến tạo | 4 bàn thắng, 4 kiến tạo |
| Găng tay vàng           |                         |                         |
| Predrag Rajković        |                         |                         |
| Giải phong cách FIFA    |                         |                         |
| Ukraina                 |                         |                         |

## Cầu thủ ghi bàn
5 bàn
- Viktor Kovalenko
- Bence Mervó

4 bàn
- Hany Mukhtar
- Marc Stendera
- Adama Traoré
- André Silva

3 bàn
- Niklas Stark
- Dostonbek Khamdamov

2 bàn
- Ángel Correa
- Andreas Pereira
- Gabriel Boschilia
- Judivan
- Marcos Guilherme
- Iosefo Verevou
- Julian Brandt
- Grischa Prömel
- Yaw Yeboah
- Bryan Róchez
- Dieudonne Gbakle
- Diadie Samassékou
- Taiwo Awoniyi
- Godwin Saviour
- Isaac Success
- Fidel Escobar
- Ivo Rodrigues
- Nuno Santos
- Gelson Martins
- Mamadou Thiam
- Nemanja Maksimović
- Staniša Mandić
- Ivan Šaponjić
- Andrija Živković
- Artem Besyedin
- Emerson Hyndman
- Rubio Rubin
- Eldor Shomurodov
- Zabikhillo Urinboev

1 bàn
- Emiliano Buendía
- Giovanni Simeone
- Valentin Grubeck
- Bernd Gschweidl
- Danilo
- Gabriel Jesus
- Jean Carlos
- Jorge
- Léo Pereira
- Rafael Santos Borré
- Joao Rodríguez
- Alexis Zapata
- Saula Waqa
- Kevin Akpoguma
- Levin Öztunalı
- Marvin Stefaniak
- Clifford Aboagye
- Emmanuel Boateng
- Benjamin Tetteh
- Kevin Álvarez
- Jhow Benavidez
- Dávid Forgács
- Zsolt Kalmár
- Souleymane Coulibaly
- Aboubacar Doumbia
- Youssouf Koné
- Kevin Gutiérrez
- Hirving Lozano
- Yan Naing Oo
- Aung Thu
- Noah Billingsley
- Sam Brotherton
- Stuart Holthusen
- Clayton Lewis
- Monty Patterson
- Joel Stevens
- Kingsley Sokari
- Musa Yahaya
- Choe Ju-song
- Jhamal Rodríguez
- Raphael Guzzo
- João Vigário
- Akram Afif
- Moussa Koné
- Sidy Sarr
- Alhassane Sylla
- Ibrahima Wadji
- Sergej Milinković-Savić
- Valeriy Luchkevych
- Eduard Sobol
- Roman Yaremchuk
- Paul Arriola
- Bradford Jamieson IV
- Maki Tall
- Franco Acosta
- Gastón Pereiro
- Mathías Suárez
- Mirjamol Kosimov

1 bàn phản lưới nhà
- Marvin Schwäbe (trong trận gặp Honduras)
- Kevin Álvarez (trong trận gặp Fiji)
- Attila Talabér (trong trận gặp Serbia)
- Min Hyo-song (trong trận gặp Brasil)
- Chin Hormechea (trong trận gặp Áo)
- Andelinou Correa (trong trận gặp Brasil)

Nguồn: FIFA.com

## Tiếp thị

### Biểu trưng
Biểu trưng chính thức của giải đấu đã được công bố vào ngày 20 tháng 11 năm 2013. Thiết kế biểu trưng của FIFA thể hiện văn hóa độc đáo và vẻ đẹp tự nhiên của đất nước New Zealand cũng như vị thế là quốc gia đầu tiên trên thế giới nhìn thấy mặt trời mọc. Các yếu tố khác của thiết kế, dựa trên hình dạng của cúp vô địch bóng đá U-20 thế giới, bao gồm biểu tượng "pico" và cây dương xỉ non đang vươn ra, thể hiện bản chất trẻ trung của các cầu thủ tham dự giải đấu và tiềm năng vĩ đại của các cầu thủ điều đó sẽ làm người hâm mộ kinh ngạc với kỹ năng và tài năng của họ.

### Linh vật
Linh vật chính thức của giải đấu là chú cừu đen Wooliam, được công bố vào ngày 30 tháng 11 năm 2014.

### Vé
Trước khi được phát hành cho 'General sale' vào ngày 13 tháng 6 năm 2014, những cầu thủ đã đăng ký ở New Zealand được 'ưu tiên' mua vé từ hai tháng trước đó. Trong ba tháng đầu tiên vé được bán cho khán giả, ước tính đã có 25.000 vé được bán.

## Bảng xếp hạng giải đấu
Theo quy ước thống kê trong bóng đá, các trận đấu được quyết định trong hiệp phụ được tính là thắng và thua, trong khi các trận đấu được quyết định bằng loạt sút luân lưu được tính là hòa.

| VT | Đội               | ST | T | H | B | BT | BB | HS  | Đ  | Kết quả               |
| -- | ----------------- | -- | - | - | - | -- | -- | --- | -- | --------------------- |
| 1  | Serbia            | 7  | 5 | 1 | 1 | 10 | 4  | +6  | 16 | Vô địch               |
| 2  | Brasil            | 7  | 4 | 2 | 1 | 15 | 5  | +10 | 14 | Á quân                |
| 3  | Mali              | 7  | 3 | 2 | 2 | 11 | 7  | +4  | 11 | Hạng ba               |
| 4  | Sénégal           | 7  | 2 | 2 | 3 | 6  | 14 | −8  | 8  | Hạng tư               |
|    |                   |    |   |   |   |    |    |     |    |                       |
| 5  | Đức               | 5  | 4 | 1 | 0 | 18 | 3  | +15 | 13 | Bị loại ở Tứ kết      |
| 6  | Bồ Đào Nha        | 5  | 4 | 1 | 0 | 12 | 2  | +10 | 13 | Bị loại ở Tứ kết      |
| 7  | Hoa Kỳ            | 5  | 3 | 1 | 1 | 7  | 4  | +3  | 10 | Bị loại ở Tứ kết      |
| 8  | Uzbekistan        | 5  | 2 | 0 | 3 | 8  | 8  | 0   | 6  | Bị loại ở Tứ kết      |
|    |                   |    |   |   |   |    |    |     |    |                       |
| 9  | Ukraina           | 4  | 2 | 2 | 0 | 10 | 1  | +9  | 8  | Bị loại ở Vòng 16 đội |
| 10 | Ghana             | 4  | 2 | 1 | 1 | 5  | 6  | −1  | 7  | Bị loại ở Vòng 16 đội |
| 11 | Nigeria           | 4  | 2 | 0 | 2 | 8  | 5  | +3  | 6  | Bị loại ở Vòng 16 đội |
| 12 | Uruguay           | 4  | 1 | 2 | 1 | 3  | 3  | 0   | 5  | Bị loại ở Vòng 16 đội |
| 13 | Áo                | 4  | 1 | 2 | 1 | 3  | 4  | −1  | 5  | Bị loại ở Vòng 16 đội |
| 14 | New Zealand (H)   | 4  | 1 | 1 | 2 | 6  | 7  | −1  | 4  | Bị loại ở Vòng 16 đội |
| 15 | Colombia          | 4  | 1 | 1 | 2 | 3  | 5  | −2  | 4  | Bị loại ở Vòng 16 đội |
| 16 | Hungary           | 4  | 1 | 0 | 3 | 7  | 7  | 0   | 3  | Bị loại ở Vòng 16 đội |
|    |                   |    |   |   |   |    |    |     |    |                       |
| 17 | México            | 3  | 1 | 0 | 2 | 2  | 5  | −3  | 3  | Bị loại ở Vòng bảng   |
| 18 | Honduras          | 3  | 1 | 0 | 2 | 5  | 11 | −6  | 3  | Bị loại ở Vòng bảng   |
| 19 | Fiji              | 3  | 1 | 0 | 2 | 4  | 11 | −7  | 3  | Bị loại ở Vòng bảng   |
| 20 | Argentina         | 3  | 0 | 2 | 1 | 4  | 5  | −1  | 2  | Bị loại ở Vòng bảng   |
| 21 | Panama            | 3  | 0 | 1 | 2 | 3  | 5  | −2  | 1  | Bị loại ở Vòng bảng   |
| 22 | Qatar             | 3  | 0 | 0 | 3 | 1  | 7  | −6  | 0  | Bị loại ở Vòng bảng   |
| 23 | Myanmar           | 3  | 0 | 0 | 3 | 2  | 13 | −11 | 0  | Bị loại ở Vòng bảng   |
| 24 | CHDCND Triều Tiên | 3  | 0 | 0 | 3 | 1  | 12 | −11 | 0  | Bị loại ở Vòng bảng   |